# Sidney Kingsley
Sidney Kingsley, pseudonimo di Sidney Kirschner (New York, 22 ottobre 1906 – Oakland, 20 marzo 1995), è stato un drammaturgo statunitense.

## Biografia

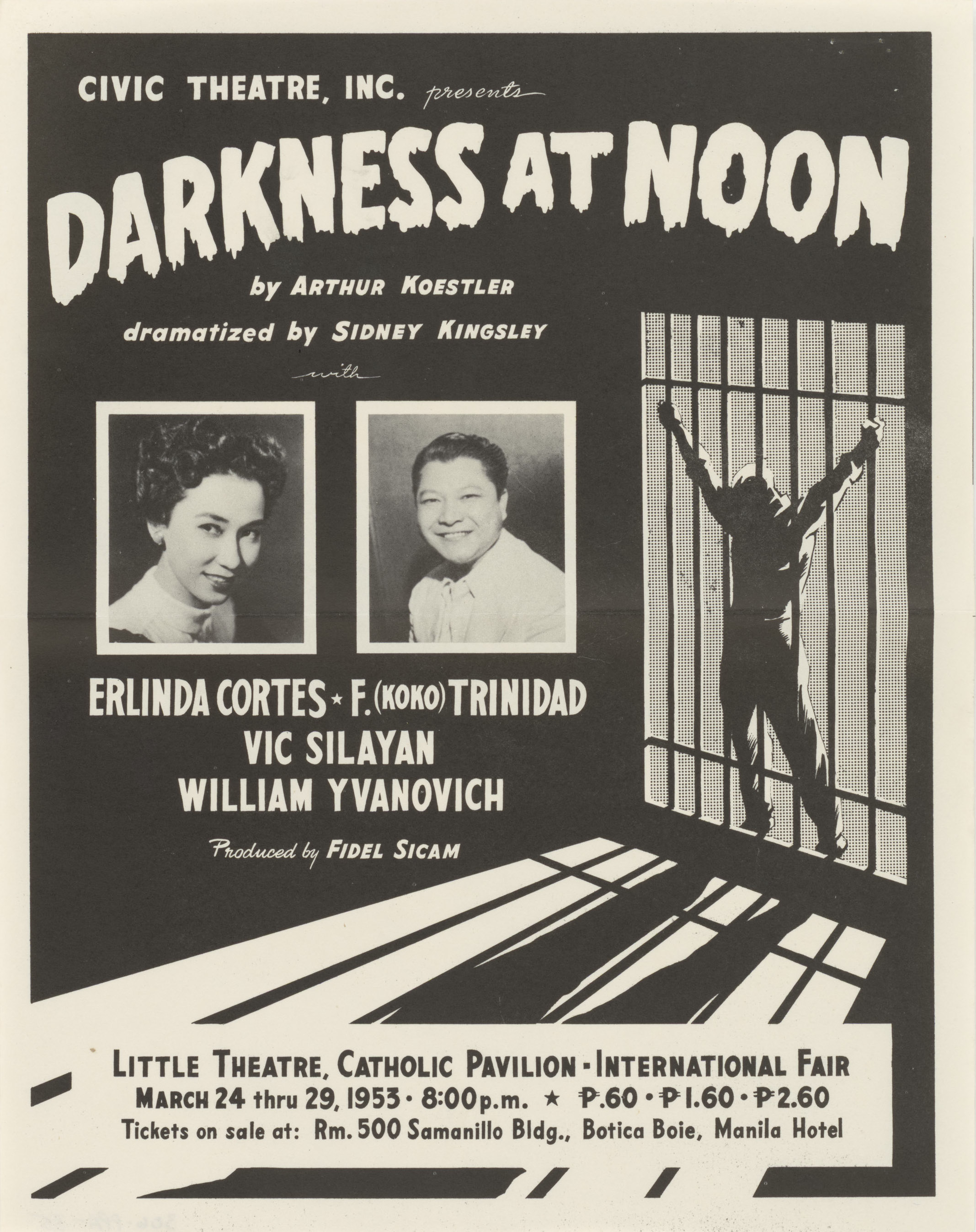
Poster per Darkness at Noon, 1953

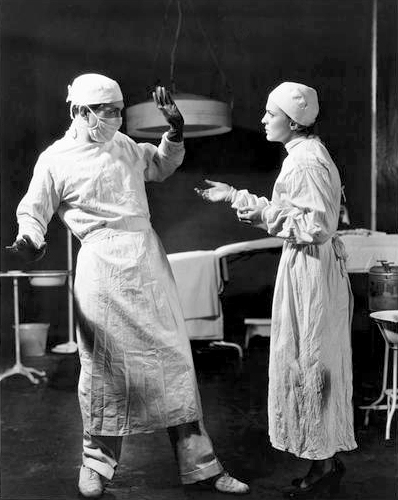
Alexander Kirkland nei panni del Dr. Ferguson e Margaret Barker nei panni di Laura Hudson in Men in White, 1933

Kingsley descrisse ed analizzò le problematiche relative agli anni della grande depressione, scrivendo drammi ricercati e realistici.
Studiò nelle scuole pubbliche nel Lower West Side, alla Townsend Harris High School e infine alla Cornell University, Ithaca, con una borsa di studio, laureandosi in bachelor of arts nel 1928.
Kingsley diventò popolare vincendo il Premio Pulitzer per la drammaturgia, grazie ad un'efficace indagine sulla professione medica, sui conflitti tra obblighi professionali e familiari dei medici, sul proselitismo in favore della legalizzazione dell'aborto, intitolata Men in White ("Uomini in bianco", 1933), rappresentata per la prima volta dal Group Theatre nel 1933 e riadattata per il cinema l'anno successivo.
Due anni dopo realizzò un'altra opera di approfondimento e di impegno sociale intitolata Dead End ("Periferia", 1935), nella quale descrisse, con passione e uno stile pungente e penetrante, la vita giovanile nelle desolate periferie.
Kingsley sposò nel 1939 l'attrice Madge Evans (1909-1981), una delle prime stelle dei film muti, che visse con lui nella fattoria a Oakland, in una casa di legno del XVIII secolo.
Negli anni successivi intraprese una breve carriera di attore contemporaneamente alla scrittura di opere teatrali: con The World We Make ("Il mondo che siamo", 1939), descrisse la follia di una giovane donna e il suo ritorno alla sanità mentale, poi si dedicò al dramma storico, con The Patriots ("I patrioti", 1943), in cui approfondì le ideologie di Thomas Jefferson e di Alexander Hamilton, la loro fede nell'uomo comune e nel governo, opera premiata dal Drama Critics Circle, oltre a scrivere un'altra rappresentazione sociale con Detective Story ("Storia di un poliziotto", 1949), incentrata sui rapporti tra lo stile di vita personale di un detective e la sua professione.
Partecipò alla seconda guerra mondiale, nell'esercito degli Stati Uniti, raggiungendo il grado di tenente.
Nel 1951 mise in scena Darkness at Noon ("Buio a mezzogiorno"), tratta dal romanzo di Arthur Koestler, basata sugli orrori dei processi di epurazione di Stalin, tre anni dopo Lunatics and Lovers ("Lunatici e amanti", 1954), la sua unica farsa sessuale, e nel 1962 ultimò Night Life ("Vita notturna").
Tra le numerose cariche assunte da Kingsley menzioniamo la presidenza della Gilda dei drammaturghi, dal 1977, la direzione della commissione per lo sviluppo cinematografico e televisivo del New Jersey, la partecipazione nel consiglio di amministrazione di Cafe La Mama e della compagnia di danza Martha Graham.
Gli hobby preferiti di Kingsley, ai quali si dedicò con passione, furono la pittura, la scultura, la lavorazione del legno e la collezione dei primi artefatti americani.

## Opere principali

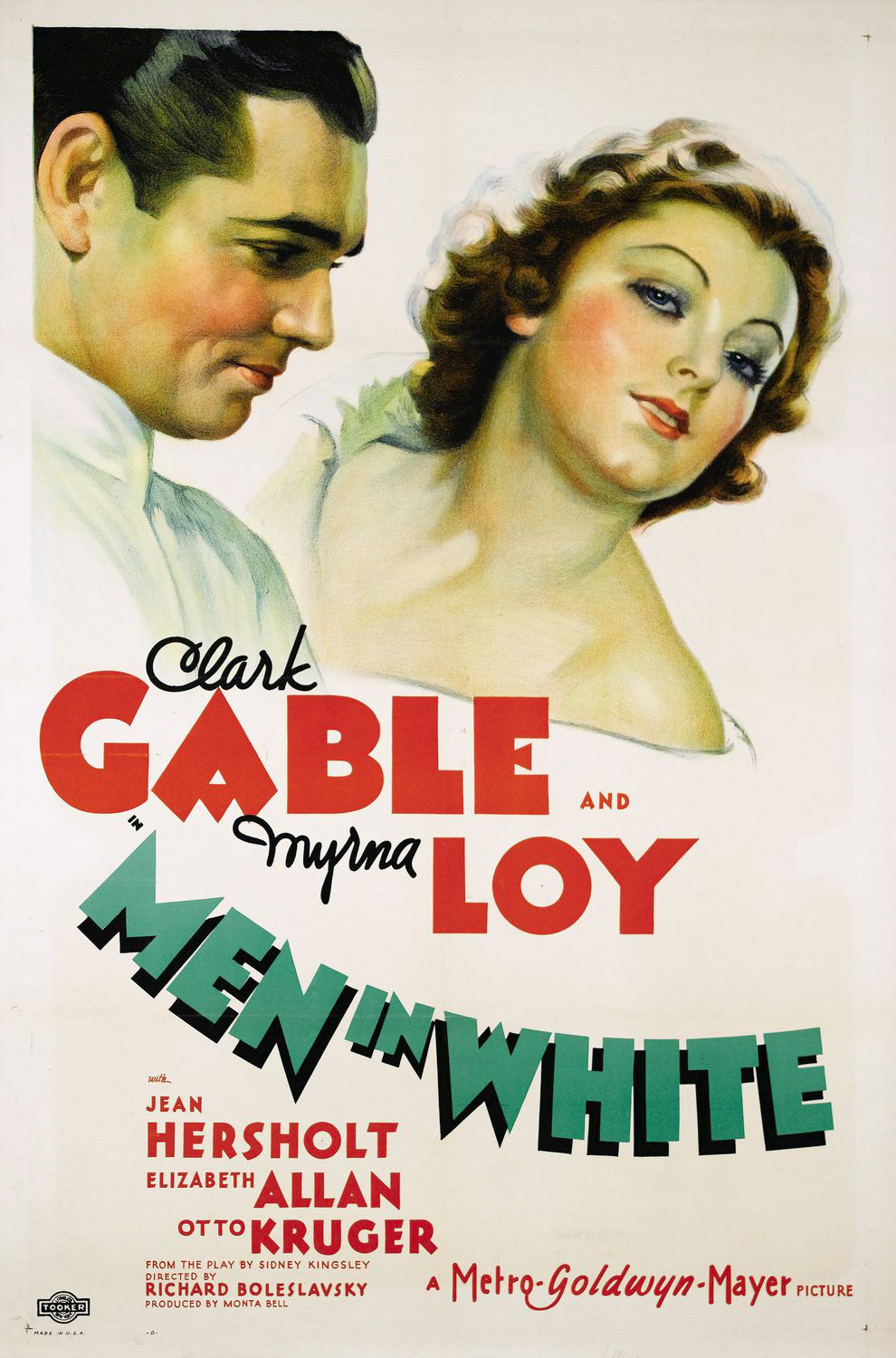
Poster del 1934 per il film Men in White

- 1933: Men in White ("Uomini in bianco");
- 1935: Dead End ("Periferia");
- 1936: Ten Million Ghosts ("Dieci milioni di fantasmi");
- 1939: The World We Make ("Il mondo che siamo");
- 1943: The Patriots ("I patrioti");
- 1949: Detective Story ("Storia di un poliziotto");
- 1951: Darkness at Noon ("Buio a mezzogiorno");
- 1954: Lunatics and Lovers ("Lunatici e amanti");
- 1962: Night Life ("Vita notturna").